# 天主教卡拉韋利自治監督區
天主教卡拉韋利自治監督區（拉丁語：Praelatura Territorialis Caraveliensis）是秘魯一個羅馬天主教自治監督區，屬阿亞庫喬總教區。
監督區成立於1957年11月21日，包括阿雷基帕大區西部和阿亞庫喬大區南部。2004年有教友105,000人（佔轄區總人口91.3%）、廿二個堂區、十四名司鐸。目前監督之位處於出缺狀態。